# Martin Haubro
Martin Haubro (født 1994) er en dansk skakspiller, International mester og danmarksmester i skak (2022). Han vandt danmarksmesterskabet med 7 ud af 9 mulige point, og resultatet gav ham også hans første stormesternorm.
Han blev FIDE-mester i 2015 og året efter blev han International mester.
Han gik på Niels Brock gymnasie fra 2010-2013, og gik herefter på Danmarks Tekniske Universitet fra 2015-2019.